# Sweet Valley High
Sweet Valley High foi uma série televisiva americana que foi baseado no livro homônimo de Francine Pascal. A série durou de 5 de setembro de 1994 a 14 de outubro de 1997, e foi produzida (e distribuída) pela Saban Entertainment. Depois de três temporadas na distribuição (principalmente na Fox Television Stations), o show foi transferido para a rede UPN para sua quarta temporada, em que foi cancelada devido às más classificações.
Em Portugal, a série foi lançada no dia 10 de janeiro de 1998, intitulada como "Gémeas". No Brasil, a série foi exibida pela Rede Globo, intitulada "Aí Galera".

## Elenco
- Brittany Daniel (Jessica Wakefield)
- Cynthia Daniel (Elizabeth Liz Wakefield)
- Amy Danels (Enid Rollins)
- Michael Perl (Winston Egbert)
- Harley Rodriguez (Manny Lopez)
- Tyffany Hayes (Cheryl Thomas)
- Ryan Bittle (Todd Wilkins/1994-1996)
- Bridget Flanery (Lila Fowler/1994-1996)
- Jeremy Garrett (Tood Wilkins/1996-1997)
- Shirlee Elliot (Lila Fowler/1996-1997)